# Rubus winteri
Rubus winteri är en rosväxtart som beskrevs av P. J. Müll. och Wilhelm Olbers Focke. Rubus winteri ingår i släktet rubusar, och familjen rosväxter.

## Underarter
Arten delas in i följande underarter:
- R. w. lasiocladus
- R. w. lasiocladus
- R. w. validus
- R. w. parvulus